# 3153 Lincoln
3153 Lincoln è un asteroide della fascia principale interna. Scoperto nel 2001, presenta un'orbita caratterizzata da un semiasse maggiore pari a 2,423170 UA e da un'eccentricità di 0,129161, inclinata di 7,711625° rispetto all'eclittica. Ha un diametro di 4,999 km, un periodo di rotazione di 4,8167 ore e un'albedo di 0,338.
Fa parte della famiglia di asteroidi Vesta.
L'asteroide è dedicato al Presidente degli Stati Uniti Abraham Lincoln.